# TBF Avenger

Grumman TBF Avenger

A Grumman TBF Avenger (a General Motors gyártotta változat jele TBM) eredetileg az amerikai haditengerészet és az amerikai tengerészgyalogság számára készített torpedóbombázó repülőgép volt a második világháború idején. A gépet több légierő és haditengerészet is hadrendbe állította világszerte.
A repülőgépet 1942-ben állították szolgálatba, első bevetésére a midwayi csatában került sor. Bár a tűzkeresztségben hat Avengerből ötöt lelőttek, a típust szolgálatban tartották és végül a háború egyik kiváló torpedóvető gépe lett. A háború után jelentős módosításokat hajtottak végre konstrukcióján és így hadrendben maradt egészen az 1960-as évekig.

## Tervezés és fejlesztés
A haditengerészet fő torpedóvető repülőgépét, a Douglas TBD Devastatort 1935. év folyamán rendszeresítették, de 1939-re teljesen elavulttá vált. Felváltására több vállalat is adott ajánlatot, és végül a Grumman TBF gépét választották ki utódjául. Habár a Leroy Grumman tervezte, XTBF-1 típusjelű két prototípus közül az egyik lezuhant, a gyártás gyorsan beindult. 

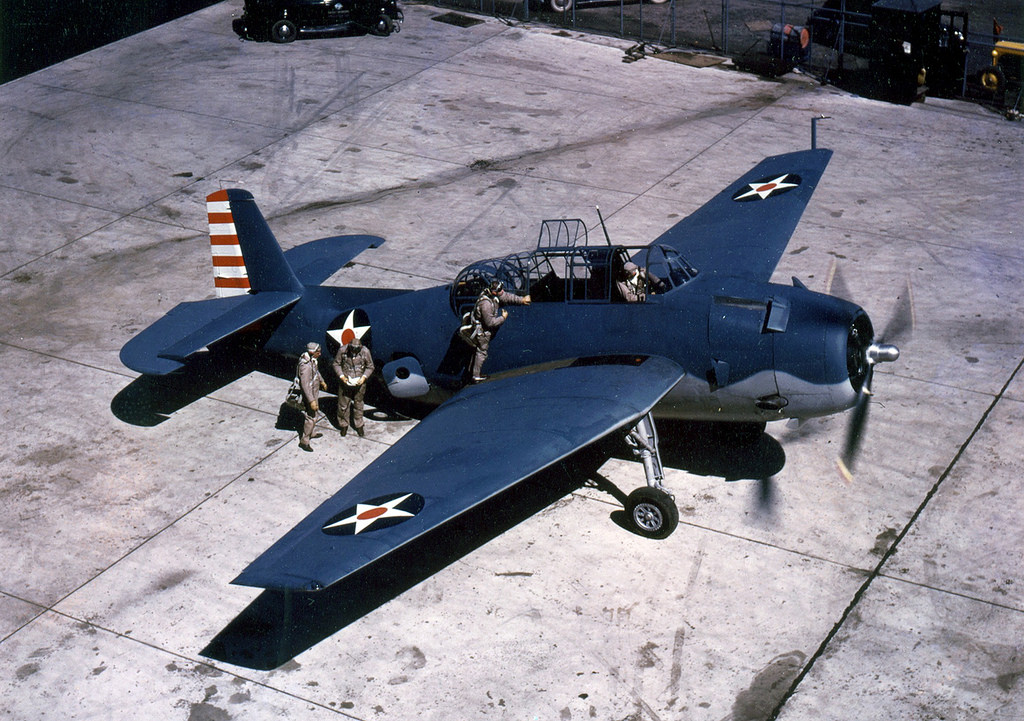
TBF-1 Avenger 1942 elején. A képen látható felségjel piros körét a Midwayi csata előestéjén távolították el

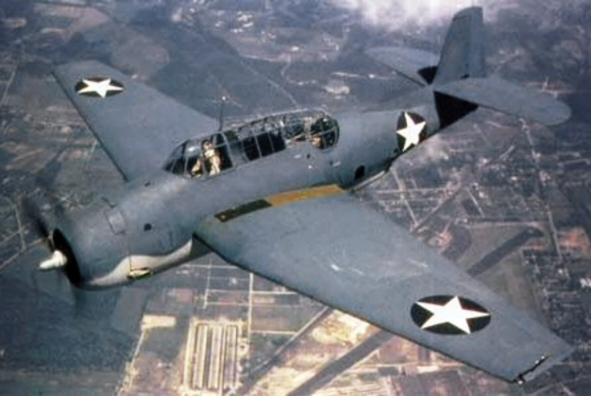
TBF Avenger 1942 derekán

Grumman első torpedóvetője a második világháború legnagyobb egymotoros repülőgépe volt, és csak az USAAF P–47 Thunderbolt gépe közelítette meg a legnagyobb felszálló tömeg tekintetében az egymotoros repülőgépek között. Az Avenger volt az első repülőgép, ahol Grumman új szárny összehajtogató mechanizmusát alkalmazták, mellyel a legtöbb helyet lehetett megtakarítani a repülőgép-hordozó hangárjában. Később az F4F Wildcat és a F6F Hellcat szárnyát is ugyanezzel a módszerrel lehetett összecsukni.
A repülőgépbe az 1900 LE (1417 kW) teljesítményű Wright R–2600–20 csillagmotort építették be. Az olajtartály 95 literes volt, minden startnál a motor mintegy 3,8 liter olajat fogyasztott. Három főnyi személyzettel repült: a pilótával, toronylövésszel és rádiós-bombázó-lövésszel. Egy 0,3 hüvelyk (7,62 mm) kaliberű géppuska volt az orrba mereven beépítve, egy 12,7 mm űrméretű hátrafelé irányuló géppuska az elektromos működtetésű toronyba, és egy 0,3 hüvelykes lefelé irányuló géppuska a farok alatt, mely a torpedóvetőt hátulról és alulról támadó vadászgépek elleni védelmét szolgálta. Ezt a géppuskát a rádiós működtette, aki általában az előrefelé néző ülésben tartózkodott, innen kezelte a rádiót és oldotta ki a bombát, és csak szükség esetén állt fel, fordult hátra és feküdt hasra a géppuskához. A repülőgépet csak a pilótaülésből lehetett irányítani, és hátulról nem lehetett elérni a pilótaülést. A rádiókészülék mai szemmel hatalmas darab volt, és teljesen elfoglalta a személyzet üvegezett fülkéjét egészen a pilótáig. A rádió karbantartásához külön alagutat alakítottak ki. A megmaradt repülőképes Avengerekbe a rádiókészülék helyére általában még egy utasülést építettek be.
Az Avengernek nagy bombatere volt a törzsben, ahová egy Bliss-Leavitt Mark 13 torpedó, egy 907 kg-os bomba, vagy négy 227 kg-os bomba fért el. A repülőgép stabil és masszív benyomást keltett, a pilóták azt mondták, hogy úgy repül, mint egy traktor. Kiváló rádiójával, könnyű kezelhetőségével és nagy hatótávolságával parancsnoki gépként ideális volt. Repülési teljesítményével felülmúlt minden korábbi amerikai torpedóvetőt, és jobb volt japán ellenfelénél is (az elavult Nakajima B5N "Kate"). A későbbi Avengerek radar berendezést kaptak tengeralattjárók felkutatására és korai előrejelzésre. A korabeli elektroncsöves technika alkalmazása miatt a radarberendezések olyan nagyok voltak, hogy az Avengernél kisebb gépekbe a világháború idején nem lehetett beépíteni.

## Szolgálatban

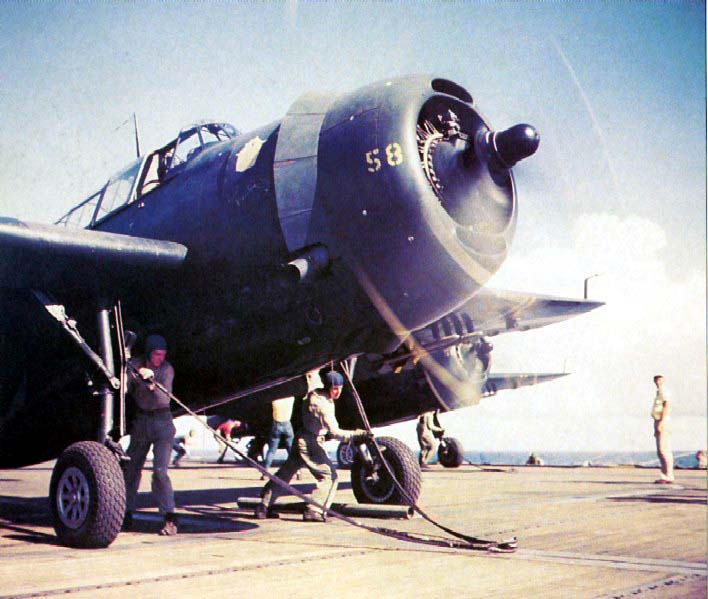
TBF Avenger katapult start előtt.

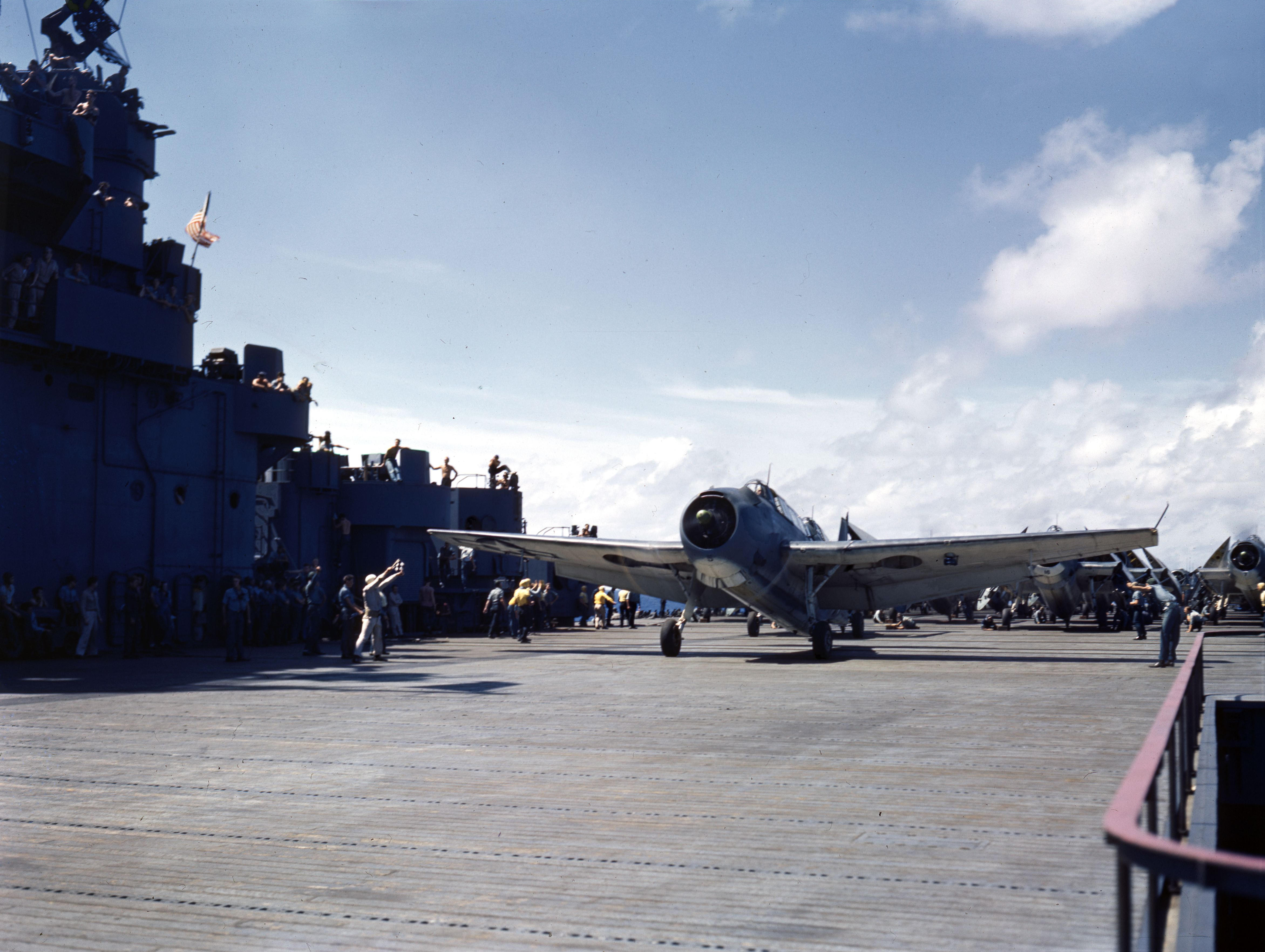
Egy Grumman TBF Avenger az USS Yorktown fedélzetén, 1943 vége felé

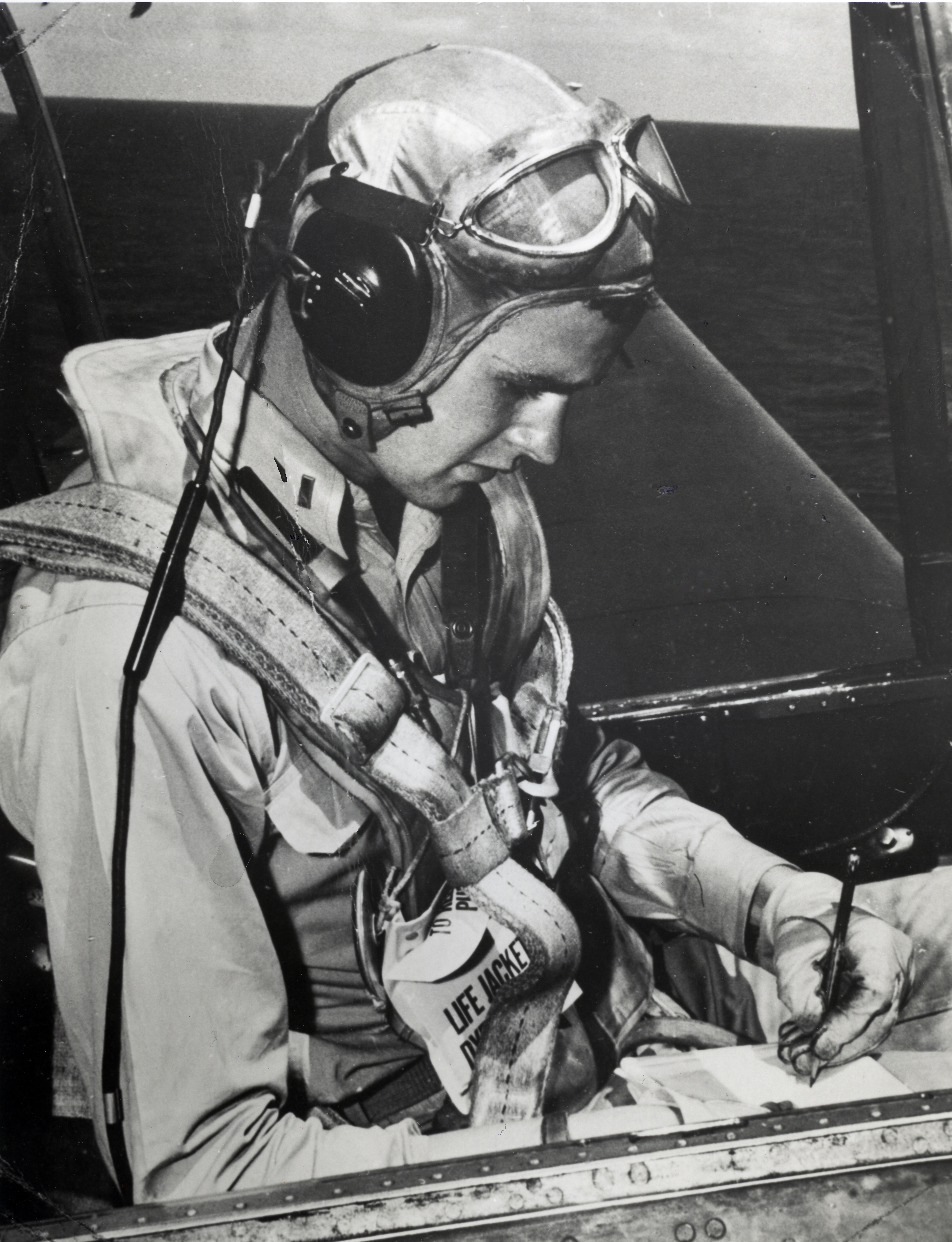
George H. W. Bush, a későbbi amerikai elnök egy TBM Avenger géppel az USS San Jacinto könnyű repülőgéphordozó fedélzetéről startol 1944-ben

1941. december 7-én Grumman egy kis ünnepség keretében nyitott meg egy új üzemet és mutatta be az új TBF gépet a közönségnek. Véletlenül ezen a napon támadta meg a japán császári flotta Pearl Harbort. Amint az ünnepség véget ért, az üzemet szigorú őrizet alá vették, hogy megvédjék az esetleges szabotázsakcióktól. 1942. június elején egy több mint 100 TBF-ből álló szállítmány érkezett a haditengerészethez, mely csak néhány órával később érkezett, mint ahogy a három repülőgép-hordozó felszedte a horgonyt Pearl Harborban és sietve Midway felé hajózott, így túlságosan későn érkeztek ahhoz, hogy részt tudjanak venni a döntő csatában.
Hat TBF azonban a Midway atollon tartózkodott a VT-8 (8. torpedó század) részeként, míg a század többi tagja az USS Hornet Devastatorain repült. Szerencsétlenségre mindkét egység komoly veszteségeket szenvedett. A hat bevetésre került Avengerből ötöt lelőttek, a hatodik is komolyan megsérült, az egyik lövészét megölték, a pilóta és a másik lövész is megsebesült. Az egyetlen, amit a torpedóvetők elértek, az az, hogy lekötötték a japán vadászgépeket és így az amerikai zuhanóbombázók sikeresen tudták támadni a japán repülőgép-hordozókat. A torpedóvetők sikertelenségének oka a pilóták gyakorlatlanságában, a kísérő vadászgépek hiányában és a korszerű torpedóvetők elégtelen számában keresendő. A háború későbbi folyamán a növekvő amerikai légi fölény, az összehangoltabb támadások és több veterán pilóta segítségével az Avengerek komoly szerepet tudtak játszani a Japán felszíni flotta elleni csatákban.
1942. augusztus 24-én a Salamon-szigetek mellett vívott tengeri ütközetben a USS Saratoga és a USS Enterprise 24 TBF gépe elsüllyesztette a japán Ryūjō könnyű repülőgép-hordozót hét saját gép elvesztése árán. 1942 novemberében a Guadalcanalnál lezajlott összecsapás alkalmával a Navy és a tengerészgyalogság TBF gépei elsüllyesztették a Hiei csatahajót.
Több száz TBF-1 legyártása után a TBF-1C következett. A törzsbe és a szárnyba helyezett üzemanyag tartályokkal az Avenger hatótávolságát megkétszerezték. 1943-tól a Grumman gyár lassan csökkentette a TBF-ek gyártását, mert az F6F Hellcat vadászgépekét futtatta fel. A gyártást a General Motors Keleti Repülőgépgyára vette át, az itt készült gépek típusjelzése TBM lett. A TBM-3 gyártása 1944 közepén indult, a repülőgép rakéták és külső benzintartályok számára felfüggesztési pontokat és új, sokkal erősebb hajtóművet kapott. A -3 változatból gyártották le a legtöbbet, mintegy 4600 példányt.
A repülőgép fő feladata, vagyis a felszíni hajók megtorpedózása mellett az Avengerek 30 tengeralattjárót is megsemmisítettek, többek között az I-52 teher-tengeralattjárót is. A TBF bizonyult az egyik legsikeresebb tengeralattjáró elhárító eszköznek mind a Csendes-óceán térségében, mind az Atlanti-óceánon, amikor a konvojokat kísérő repülőgép-hordozókkal kezdték támogatni.
A Mariana szigeteknél lezajlott tengeri csatában, a "nagy pulykavadászaton" 250 japán repülőgépet lőttek le az amerikaiak. Ezután Marc Mitscher admirális parancsot adott egy 220 repülőgépből álló csoportnak, hogy kutassa fel és semmisítse meg a japán hajók támadó csoportját. A Hellcatok, TBF-ek és TBM-ek, valamint a zuhanóbombázók hatótávolságuk végéig keresték a japánokat és emiatt nagy veszteséget is szenvedtek, de a Belleau Wood hordozó Avengerei megtorpedózták a japán Hiyō könnyű repülőgép-hordozót.
1943 júniusában George H. W. Bush, a későbbi amerikai elnök lett az akkori idők legfiatalabb tengerészeti repülője. 1944. szeptember 2-án, amikor a USS San Jacinto hordozó egy TBM-ét vezette, a Chichi Jima csendes-óceáni sziget felett lelőtték gépét. A gép személyzetének másik két tagja meghalt, ő azonban még elengedte a torpedóját és el is találta a célt, mielőtt kiugrott volna az Avengerből. Hőstettéért megkapta a Distinguished Flying Cross kitüntetést.
A másik híres Avenger repülő Paul Newman volt, aki lövészként szolgált. Szerette volna elvégezni a pilóta tanfolyamot is, de színvaksága miatt nem vették fel.
Az Avengerek részt vettek a két japán szuper csatahajó, a Musashi és a Yamato elsüllyesztésében.
A Brit Királyi Haditengerészet 402 darab Mk I típusú, 334 Mk II típusú TBM-1-et és 334 Mk II típusjelű Mark III Avengert kapott. Ezen kívül a Új-Zélandi Királyi Légierő által használt Avengereket bombázógépként szárazföldi bázisokról, ezekből néhány gépet később átadtak a brit csendes-óceáni flottának.
A második világháború alatt a NACA egy Avengerrel folytatott a légellenállás csökkentésére irányuló kiterjedt kutatást a Langleyben lévő nagy szélcsatornában.

## Műszaki adatok (TBF Avenger)[8]
- Személyzet: 3 fő
- Hossz: 12,48 m
- Fesztáv: 16,51 m
- Magasság: 4,70 m
- Szárnyfelület: 45,52 m²

### Tömeg
- Üres tömeg: 4783 kg
- Teljes tömeg: 8117 kg
- Felületi terhelés: 178 kg/m²

### Hajtómű
- Típusa: Wright R–2600–20 csillagmotor
- Teljesítménye: 1927 LE (1417 kW)
- Teljesítmény/tömeg: 0,17 kW/kg

### Repülési teljesítményadatok
- Legnagyobb sebesség: 444 km/h 8075 m magasságon
- Hatótáv: 1625 km
- Magasság: 9170
- Emelkedési sebesség: 10,5 m/s

### Fegyverzet
- Géppuskák
  - 1 × 0,30 in (7,62 mm) M1919 Browning géppuska az orrba építve (csak a korai verzióknál)
  - 2 × 0,50 in (12,7 mm) M2 Browning géppuska a szárnyba építve
  - 1 × 0,50 in (12,7 mm) mozgatható M2 Browning géppuska felfelé
  - 1 × 0,30 in (7,62 mm) mozgatható M1919 Browning géppuska lefelé
- Bombák
  - Legfeljebb 907 kg bombateher, vagy
  - 1 × 907 kg-os Mark 13 torpedó
- Rakéták
  - Legfeljebb nyolc 3,5 in nem irányított légirakéta, 5 in nem irányított légirakéta vagy nagysebességű légirakéta

## Fordítás
- Ez a szócikk részben vagy egészben  a   Grumman TBF Avenger című angol Wikipédia-szócikk ezen változatának fordításán alapul.  Az eredeti cikk szerkesztőit annak laptörténete sorolja fel. Ez a jelzés csupán a megfogalmazás eredetét és a szerzői jogokat jelzi, nem szolgál a cikkben szereplő információk forrásmegjelöléseként.

## Külső Hivatkozások
- The Avenger Archiválva 2013. április 30-i dátummal a Wayback Machine-ben
- Walkaround
- History.navy.mil "Flight 19" Archiválva 2006. április 14-i dátummal a Wayback Machine-ben
- American Air Power Museum
- 1945 dated manual AN-01-190EB-1 Pilots Handbook of Flight Operating Instructions Navy Model TBM-3 Airplane